# Napkitörés
A napkitörés a naptevékenység leglátványosabb, és legerősebb földi hatásokkal rendelkező megnyilvánulása, melynek során együtt jelentkezik az alábbi három naptevékenységi jelenség:
- Fler, vagyis a naplégkör egy körülhatárolt részének hirtelen, erős kifényesedése.
- Koronakidobódás, vagyis a napkorona egy darabjának kilökődése a bolygóközi térbe.
- Eruptív protuberancia, vagyis egy, a napkoronában hosszú ideje egy helyben lebegő, a környező gáznál sűrűbb és hidegebb felhő (nyugodt protuberancia) hirtelen, gyorsuló felemelkedése és elszállása.

A fenti jelenségek egymástól függetlenül is előfordulnak, de az esetek mintegy 50-75%-ában együttesen következnek be, napkitörés keretében. Különösen a legnagyobb flerek, koronakidobódások és eruptív protuberanciák lépnek fel szinte mindig együttesen.
Viszonylag új keletű az a felismerés, hogy a naptevékenység legpregnánsabb megnyilvánulása e három jelenség együttes fellépte, ezért még az angol szakirodalomban sem alakult ki rá egységes szóhasználat. Priest & Forbes (2002) az "eruptive solar flare" kifejezést javasolják, de a legtöbben csak "solar eruption"-ként emlegetik az ilyen jelenséget. A magyar "napkitörés" az utóbbinak pontos fordítása. (Az elnevezés egyébként nem biztos, hogy a legszerencsésebb, mert a jelenséget kiváltó lehetséges mechanizmusok közül csupán az egyik, a kitörési modell jár valamiféle tényleges áttöréssel egy gáton.)
Megjegyzendő, hogy a magyarban és más nem angol nyelvekben a "napkitörés" szót korábban a "fler" szinonimájaként használták. Tekintve, hogy a flerjelenség maga anyagkidobódással alig jár, mindenképpen szerencsésebb a szót a koronakidobódással és eruptív protuberanciával is kísért flerekre fenntartani.

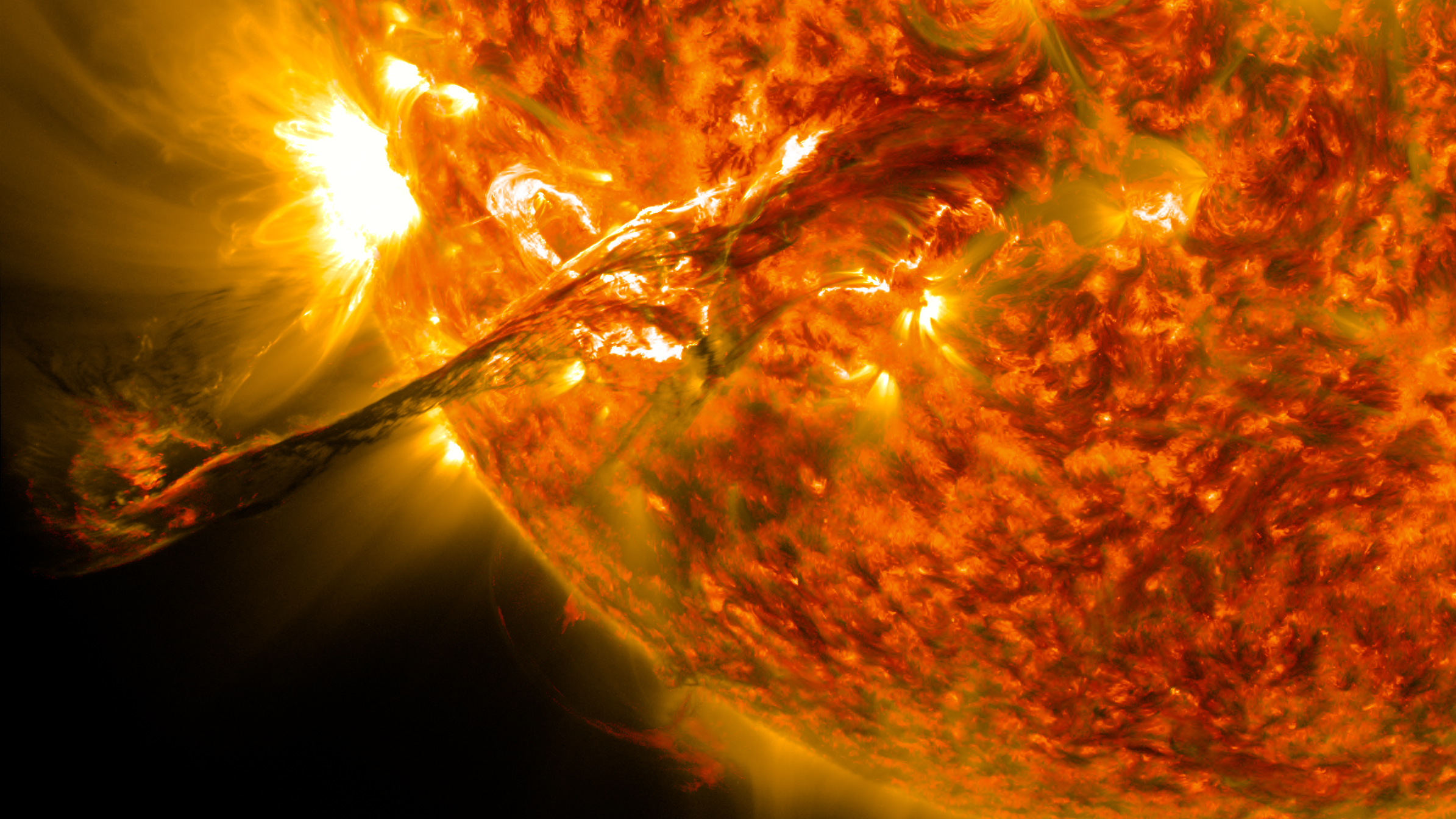
A képen látható 2012. aug. 31-i napkitörés kidobott anyaga kb. 1450 kilométerrel távolodott másodpercenként

## A napkitörés mechanizmusa
A kitörés oka a napkorona mágneses térkonfigurációjának instabilitása vagy egyensúlyvesztése, melynek következtében a térszerkezet hirtelen megváltozik, jelentős energia szabadul fel, és a kiegyensúlyozatlan mágneses erők hatására a korona anyagának egy része kidobódik. A részleteket illetően azonban több különböző elmélet is van.
Ismeretes, hogy a nyugodt protuberanciák mindig a kétféle mágneses polaritást elválasztó semleges vonalak fölött találhatók, vagyis az erővonalak egyik oldalukon kibújnak a Napból, a másikon visszabújnak a Napba. Ennek következtében a lebegő protuberancia fölé lugasszerű mágneses árkád borul. Az anyag kiszabadulásához vagy ennek az árkádnak a tetejét kell a végtelenségig megemelni, vagy valahogyan szét kell azt nyitni. A szóba jöhető folyamatokra nézve erős megkötést jelent az ún. Aly-Sturrock-sejtés, mely szerint adott kétpólusú (tehát például az árkádéhoz hasonló) felszíni mágneses téreloszláshoz tartozó lehetséges erőmentes térkonfigurációk közül a nyílt térszerkezet (csupa függőleges erővonal) a legnagyobb energiájú.
A legismertebb napkitörési modellek a következők.
- Fluxussemlegesítési (ang. flux cancellation) modell. (Low 1977, Amari et al. 2000) Ez a modell azon alapszik, hogy egyes esetekben a kitörések idején a semleges vonal két oldalán az északi ill. déli polaritású mágneses elemek láthatólag befelé mozognak, és a vonalon találkozva semlegesítik egymást. (A "semlegesítés" pusztán a megfigyelés oldaláról írja le a jelenséget – fizikailag ez jelenthet akár mágneses átkötődést, akár a felszín alá történő lehúzódást, akár a kétféle polaritás kis léptékeken való elkeveredését.) Ez azt eredményezi, hogy az elemekhez kötődő mágneses erővonalak elveszítik felszíni talppontjaikat, és a légkörben „lebegő”, dugóhúzószerű alakzatot vesznek fel. A dugóhúzó belsejében található a nyugodt protuberancia. Ha a semlegesítés tovább folytatódik, a protuberancia a számítás szerint egyre magasabbra kerül, míg egy ponton az egyensúlyi konfiguráció lehetősége megszűnik, és a protuberancia elszáll. Ebben a modellben az elszálló koronaanyag alatt zajló mágneses átkötődés, tehát a fler, csak következménye az anyagkidobódásnak. Mivel a folyamat során a felszíni mágneses téreloszlás folyamatosan változik, az Aly-Sturrock tétel itt érvénytelen.

- Kitörési (ang. breakout) modell (Antiochos 1998).  Ez az elképzelés nem két-, hanem négypólusú felszíni töltéseloszlást tételez fel, melyben a mágneses árkád fölé másik, ellentétes irányítású külső árkád borul. A két árkád határfelületén, fent bekövetkező mágneses átkötődés a térszerkezetet megnyitja, szabad utat biztosítva az elszálló protuberanciának ill. a koronakidobódásnak. Mivel a téreloszlás nem kétpólusú, az Aly-Sturrock tétel itt nem feltétlenül érvényesül.
- Tekeredési instabilitásos (ang. kink instability) modell (Török & Kliem 2004). Ez a háromdimenziós modell abból indul ki, hogy a nyugodt protuberancia már egy dugóhúzószerű mágneses képződmény, vagyis egy csavart fluxuscső belsejében van, ami akár a fluxussemlegesítődéssel is képződhetett. Ha a fluxuscső tovább csavarodik a saját tengelye körül, akkor a saját tengely körüli csavarulat egyre inkább tekerületté (vagyis a cső egészének egy rajta kívüli tengely körül való, telefonzsinór-szerű föltekeredésévé) alakul, majd egy kritikus ponton instabilitás lép fel, a cső teteje megállíthatatlan gyorsuló emelkedésbe és tágulásba kezd. A háromdimenziós szerkezet miatt ezt a felette fekvő árkád sem feltétlenül gátolja meg, elég, ha egy ponton szétnyílik.

Elképzelhető, hogy különböző napkitöréseknél más-más mechanizmus játssza a főszerepet.

## Földi hatások
A napkitöréseknek komoly földi hatásai vannak. A közvetlen hatások a következők.
- Erős flerek idején jelentősen megnő a földi felsőlégkörben és bolygónk kozmikus környezetében a nagyenergiájú sugárzások erőssége. Ez elsősorban a röntgen- és gammasugárzásra vonatkozik, továbbá, ha a Föld a flerből kiinduló részecskenyaláb útjába esik, akkor a töltött részecskék (elsősorban protonok) áramára is. Ezek komoly kárt okozhatnak a geostacionárius műholdakban és űrszondákban; a töltött részecskék továbbá egészségi kockázati tényezőt jelentenek pilóták és űrhajósok esetében. Megszűnne a felső légkör ionizált D-rétege.
- A flereket kísérő rádiókitörések megzavarhatják, vagy megszüntethetik a Föld nappali oldalán a rádiós kommunikációt és a radarok működését. Ez jelentősen megnehezítené vagy lehetetlenné tenné a repülőutakat a sarkok körzetében (ez a körzet ilyen esetben a mérsékelt égövig is lenyúlhat).
- Ha a Föld a kidobott anyag útjába esik, a földi magnetoszférának ütközve mágneses vihart okozhat. A vihar megzavarhatja a navigációt, megbolondítva az iránytűket. Emellett a mágneses tér gyors ingadozása erős kóboráramokat indukálhat az elektromos berendezésekben, ami olykor - elsősorban magas földrajzi szélességeken, például Kanada, Skandinávia - nagy területeket érintő áramkimaradásokhoz vezet.
- A magnetoszférában – a Van Allen-övekben – állandóan jelen levő töltött részecskék a mágneses vihar következtében a sarkvidékeknél bejuthatnak a Föld felső légkörébe, ott a sarki fény néven ismert fényjelenséget okozva.
- A magnetoszférában a töltött részecskék mennyisége jelentősen megnőhet, ha a Földet eltaláló (koronakidobódásból eredő) bolygóközi mágneses felhő mágneses polaritása a magnetoszféráéval ellentétes. Ekkor ugyanis a felhő és a magnetoszféra között mágneses átkötődés történhet, s ennek révén a felhő plazmája bejuthat bolygónk magnetoszférájába.
- A légkör elvesztheti ózonrétegének 50-10%-át, ami a bőrrákos megbetegedések számának növekedéséhez vezet.
- A világos éjszakai égbolt megzavarja az állatok életciklusait és felborítja mindennapi életük rendjét.
- A protonok áramlása magreakcióba lépne a légkör oxigén és nitrogén atomjaival. Ennek eredménye nagysebességű neutronáramlás lenne, ami elérhetné a földfelszínt is. Ennek következménye a számítógépes rendszerek összeomlása, mert a memóriákban lévő aktuális tartalom felülíródna.